# Calliphylla
Calliphylla is een geslacht van vlinders van de familie tastermotten (Gelechiidae).

## Soorten
- C. armatovalva Janse, 1963
- C. retusa Janse, 1963